# 尚志街道
尚志街道是中国黑龙江省哈尔滨市道里区下辖的一个街道，位于道里区东部，紧邻中央大街。尚志街道源自东北抗日将领赵尚志的名字。